# 1055

## أحداث
- المرابطون يفتحون مدينة أوداغست (وهي الآن في موريتانيا)
- بلكين بن محمد بن حماد يقتل الأمير محسن بن قايد ويستولي على الحكم في الدولة الحمادية
- السلاجقة الأتراك بقيادة السلطان طغرل بك يسيطرون على بغداد ويدخلون المدينة في أبهة عظيمة، ويضعون الملك الرحيم (آخر أمير بويهي في العراق) في السجن.

## مواليد
- جلال الدولة ملك شاه

## وفيات
- 11 يناير - قسطنطين التاسع، إمبراطور بيزنطي.